# Schüco
Schüco International KG, semplicemente conosciuta Schüco, è un'azienda tedesca fondata nel 1951,  specializzata nello sviluppo e nella distribuzione di soluzioni di sistema per l’involucro edilizio, in particolare finestre, porte e facciate. La sede centrale si trova a Bielefeld in Vestfalia.
L'azienda opera in oltre 80 paesi e fornisce servizi di consulenza per architetti, investitori e costruttori.

## Storia
L'azienda venne fondata nel 1951 da Heinz Schürmann a Porta Westfalica, con il nome di Heinz Schürmann & Co., come piccola officina di metallurgia dedicata alla produzione di vetrine, impiegando inizialmente sei persone. Nel 1964, Schüco venne acquisita dalla Otto Fuchs Beteiligungen KG, gruppo industriale attivo nella lavorazione dei metalli non ferrosi.
Durante gli anni ’80, Schüco intraprese un processo di internazionalizzazione attraverso una rete di licenziatari europei, e parallelamente ampliò il proprio portafoglio prodotti introducendo sistemi in plastica, accanto a quelli tradizionali in alluminio. Dalla fine degli anni '90 fino al 2012, l’azienda gestì anche un’unità di business dedicata all’energia solare, focalizzata su soluzioni fotovoltaiche e solartermiche per edifici residenziali e commerciali.
Nel 2005 inaugurò il Centro Tecnologico Schüco, un laboratorio certificato per prove e test su materiali e sistemi, che venne successivamente ampliato nel 2012 per rispondere a requisiti prestazionali più elevati, anche in vista delle nuove normative energetiche.
Nel 2016, Schüco avviò un importante progetto di espansione del proprio quartier generale a Bielefeld, che si concluse nel 2022 con l’apertura di nuovi edifici e impianti produttivi. Nel 2017 stabilì una partnership con il WWF con l’obiettivo di rafforzare le strategie di sostenibilità ambientale nel settore edilizio.
Nel 2018 acquisì una partecipazione nella Sälzer GmbH, azienda tedesca con sede a Marburgo specializzata in soluzioni di sicurezza per finestre e porte, e nello stesso anno rilevò anche la Soreg AG in Svizzera, azienda esperta in sistemi scorrevoli in alluminio di alta qualità.
Nel 2022, oltre al completamento dell’ampliamento del sito di Bielefeld, l’azienda registrò la Schüco Global Services KG, società dedicata ai servizi di post-vendita. Nello stesso anno fondò, in collaborazione con la REMONDIS Recycling GmbH & Co. KG, la joint venture RE:CORE, con l’obiettivo di sviluppare soluzioni innovative per il riciclo di materiali edilizi, in particolare l’alluminio.

## Prodotti
Schüco sviluppa e commercializza sistemi per l’involucro edilizio destinati a diverse tipologie di edifici, tra cui abitazioni unifamiliari, edifici plurifamiliari, costruzioni commerciali e industriali. Le attività dell’azienda sono suddivise in due principali divisioni: metallurgia (alluminio e acciaio) e materiali plastici.
Il portafoglio prodotti include sistemi per facciate, finestre, porte, parapetti, verande, sicurezza e protezione solare, oltre a soluzioni intelligenti e connesse per l’edilizia residenziale e commerciale. Schüco offre anche servizi di consulenza e soluzioni digitali per la realizzazione degli involucri edilizi, coprendo tutte le fasi del processo: dall’idea iniziale alla progettazione, dalla produzione al montaggio, fino ai servizi post-vendita, inclusi manutenzione e assistenza tecnica.
A completamento dell’offerta, l’azienda propone macchinari per la produzione dei propri sistemi, contribuendo così all’efficienza e alla qualità dell’intero ciclo costruttivo.

## Stabilimenti
In Germania, oltre alla sede centrale di Bielefeld, Schüco è presente con stabilimenti in cinque ulteriori località: Borgholzhausen, Francoforte sul Meno, Amburgo, Weißenfels e Wertingen. L’azienda gestisce inoltre showroom e spazi espositivi in diverse città strategiche, tra cui Berlino, Bielefeld, Düsseldorf, Francoforte sul Meno, Amburgo, Weißenfels e Wertingen.
A livello internazionale, Schüco è attiva in 44 paesi, dove opera attraverso filiali, partner commerciali e reti di distribuzione, consolidando la propria presenza globale nel settore dei sistemi per l’involucro edilizio.